# ススムちゃん大ショック
『ススムちゃん大ショック』（ススムちゃんだいショック）は、永井豪による日本の短編漫画。『週刊少年マガジン』（講談社）1971年3月7日号に掲載された。

## 概説
1971年に発表され、反響を呼んだ永井豪の傑作の1つでもあり、問題作でもある。内容的には、親子の絆の崩壊をスプラッタホラーの味付けで描いている。
永井は自身で語るように、結末までストーリーを決めて漫画を執筆するタイプではなく、本作も同様に「日本中で親が子供を殺す事件が同時に起きたら怖い」という発想から描きはじめ、主人公の少年がマンホールの下の下水道を走っているイメージが浮かんだことから、ストーリーが転がり出した。結末は、「主人公はいい子だから、周囲の仲間が止めても親を信じて家に戻るだろう」ということで帰宅させたら、自分でも驚くような衝撃的な結末になってしまったと語っている。
本作の「ある日、大人達が子供を虐殺し始める」というプロットは、翌年に開始された漫画版『デビルマン』（1972年 - 1973年）の挿話として転用され、のちに実写映画版『デビルマン』（2004年）でも使用された。
本作でショックを受けたと語る人も多い。宝島社の『このマンガがすごい!』でホラー漫画の選集が2016年に出版された際にも本作が収録されており、「子どもたちに最大の恐怖とトラウマを植えつけたといっても過言ではない、“最凶”の1本」と評している。
2018年1月に恐怖作品集『怖すぎる永井豪』が徳間書店より出版されたが、そのうちの1冊は「ススムちゃん大ショック編」として本作が表題作となっている。

## 内容
ある日、突然大人達が子供を虐殺し始める。表情一つ変えずに子供達を虐殺する大人達。
その場に居合わせた小学生のススムも殺されそうになるが、友人達に助けられ、下水道に避難する。何が起きているのか分からず混乱する子供達。持っていたラジオで事件の情報を集めようとするが、国際、政治、スポーツ、芸能といった様々なニュースは流れるものの、子供が虐殺されている事件の報道は何もなかった。
そのような状況で、ススムの友人の一人がある仮説を立てる。「親子の絆と呼んでいた、不確かな糸のような、子孫を残そうとする生存本能が、なんらかの理由で切れてしまったのではないか」と。
信じることのできないススムは、自分の母親が自分を殺そうとする訳がない、例え殺されるのだとしてもママの下に帰りたいと叫び、友人達の制止を振り切って帰宅する。いつものように台所に立ち笑顔で料理をしている母親を見て、ススムは母親の元に駆け寄るが、振り返った母親は笑顔のまま手にしていた包丁をススムに振り降ろす。
激しい悲鳴と物音が響き渡った後、いつものように家事を続ける母親の足元には、断ち切られたススムの生首が転がっていた。

## CD
2005年に永井豪の生誕60周年を記念して発売された『永井豪 ダイナミック!! ザ・クロニクル』に、ideeによる、本作をモチーフとしたインストルメンタル曲が収録されている。

## 書籍情報
以下に作品が収録されている書籍を挙げる。
- 『'71日本SFベスト集成』 筒井康隆編 徳間書店 1975年5月 ISBN 978-4191509412
  - 同上 徳間文庫版 1980年10月
- 『永井豪SF傑作集 1巻』 マガジンKC（講談社） 1978年4月 ISBN 978-4061094987
- 『永井豪SF傑作集3 霧の扉』 KCスペシャル（講談社） 1987年4月 ISBN 978-4061013032
- 『切れた糸―永井豪自選作品集』 角川ホラー文庫（角川書店） 2001年1月 ISBN 978-4041978092
- 『怪奇短編集2 ススムちゃん大ショック』 嶋中書店 2003年9月 ISBN 978-4901819596
- 『怖すぎる永井豪』 徳間書店 2012年7月 ISBN 978-4197805334
- 『永井豪短編集 （8） ススムちゃん大ショック』 イーブックイニシアティブジャパン 電子書籍版
- 『このマンガがすごい!comics この「ホラー」マンガが怖い！』 宝島社 2016年6月 ISBN 978-4800256065
- 『怖すぎる永井豪 ススムちゃん大ショック編』 徳間書店 2018年1月 ISBN 978-4197806195